# Кемменталь
Кемменталь (нім. Kemmental) — громада  в Швейцарії в кантоні Тургау, округ Кройцлінген.

## Географія
Громада розташована на відстані близько 150 км на північний схід від Берна, 22 км на схід від Фрауенфельда.
Кемменталь має площу 25 км², з яких на 7,7% дозволяється будівництво (житлове та будівництво доріг), 67,7% використовуються в сільськогосподарських цілях, 23,5% зайнято лісами, 1% не є продуктивними (річки, льодовики або гори).

## Демографія
2019 року в громаді мешкало 2601 особа (+13,8% порівняно з 2010 роком), іноземців було 19%. Густота населення становила 104 осіб/км².
За віковим діапазоном населення розподілялося таким чином: 21,8% — особи молодші 20 років, 62,2% — особи у віці 20—64 років, 16% — особи у віці 65 років та старші. Було 1054 помешкань (у середньому 2,4 особи в помешканні).
Із загальної кількості 765 працюючих 207 було зайнятих в первинному секторі, 231 — в обробній промисловості, 327 — в галузі послуг.